# 아키하바라 라디오 센터

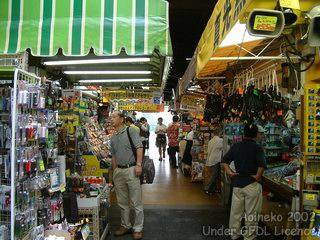
아키하바라 라디오 센터

아키하바라 라디오 센터(秋葉原ラジオセンター)는 일본 도쿄도 아키하바라에 있는 전자 부품 판배점이 밀집한 건물이다. 철교 바로 아래에 자리잡고 있으며, 1949년 문을 열었다. 각종 공구와 전자 부품, 라디오를 팔던 곳으로 지금도 무선기기를 취급하는 전문점이 많다.

## 상세
아키하바라 라디오 센터는 전쟁 이후 GHQ의 점령 정책 중 하나로 노점 철폐령이 내려지면서, 폐업 위기에 놓인 간다 일대의 라디오 점포들이 이전할 장소로 야마모토 나가쿠라 (山本長蔵)가 아키하바라 일대에 마련하면서 그 역사가 시작되었다. 시초가 라디오 상점가였기 때문에 지금도 전자부품 중에도 무선기기를 다루는 점포가 많다. 1955년 2월 화재로 전소된 이후 두번째 건물을 지었고, 2005년 11월 24일에 야마모토 무선3호점에서 시작된 불로 양쪽 점포까지 피해를 입으면서 다시 지었다.
오늘날 아키하바라 일대에서도 가장 오래된 건물이다, 아키하바라 라디오회관 일대는 입점한 가게가 매번 바뀌는 데 반해, 북쪽에 인접한 아키하바라 전파회관이나 도쿄 라디오 백화점 등과 함께 아키하바라의 옛모습을 간직한 곳 중 하나이다. 이곳에서 바로 남쪽 건너편에는 아키하바라 라디오 스토어라는 비슷한 분위기의 상점가가 자리해 있었으나, 2013년 11월에 폐업하였다 (건물 자체는 아직 남아 있다).
아키하바라 라디오 센터와 북쪽의 전파회관, 남쪽의 옛 라디오스토어 건물은 건물 경계를 인식하기 어렵기 때문에 하나의 건물 안에 있다고 착각하는 경우가 있지만 기본적으로는 별개의 건물로 되어 있다.